# Anschriftenraster

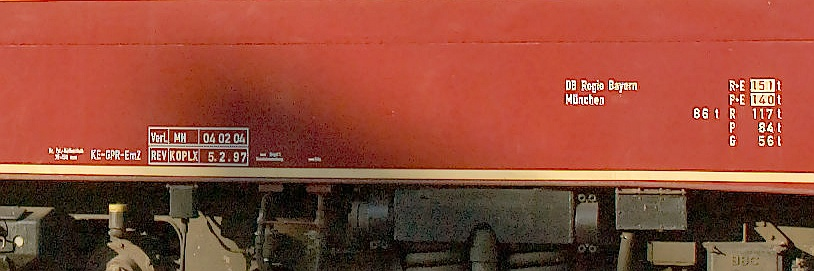
Anschriftenraster der 113 311.

Als Anschriftenraster bezeichnet man die Aufschriften auf Eisenbahnfahrzeugen, also Loks, Triebwagen, Waggons etc., aus denen man technische und verwaltungstechnische Daten wie z. B. Eigentümer, Heimatbahnhof, Gewicht, Bremsarten, Anzahl der Plätze usw. des Fahrzeuges entnehmen kann. Für gleisfahrbare Nebenfahrzeuge, also Baumaschinen (z. B. Zweiwegebagger, Kräne, Siloeinheiten), Messwagen und Kleinwagen wird eine Anschriftentafel am Nebenfahrzeug angebracht, die ebenfalls die wichtigsten Daten und Bedingungen des Arbeitseinsatzes zusammenfasst.
Das Anschriftenraster oder kurz die Anschrift eines Fahrzeuges wird direkt am Fahrzeug in weniger als 2 m Höhe über Gleis aufgebracht (Farbauftrag mit Schablone oder Folienbeschriftung).